# Tylochromis sudanensis
Tylochromis sudanensis es una especie de peces de la familia Cichlidae en el orden de los Perciformes.

## Morfología
Los machos pueden llegar alcanzar los 26 cm de longitud total.

## Distribución geográfica
Se encuentran en África: Nigeria y Camerún.